# Szymanowska
Szymanowska – jurydyka założona na północ od Nowej Warszawy w pierwszej połowie XVII wieku przez starostę wyszogrodzkiego Macieja Szymanowskiego. 
Współcześnie teren dawnej jurydyki znajduje się w dzielnicy Żoliborz, a niewielka część w dzielnicy Śródmieście (okolice ul. Inflanckiej).

## Opis
Jurydyka obejmowała długi pas na północ od dzisiejszej ulicy Inflanckiej (południowa granica) od rzeki Wisły do Powązek. Na północ od niej znajdowały się grunty należące do szpitala Świętego Ducha, znajdującego się przy Bramie Nowomiejskiej na Nowym Mieście. 
W 1774 roku część jurydyki nabył ksiądz Augustyn Orłowski, rektor Collegium Nobilium pijarów w Warszawie przy ul. Miodowej i współpracownik Stanisława Konarskiego, pod budowę konwiktu dla młodzieży szlacheckiej. Posiadłość objęła teren pomiędzy Wisłą, koszarami Gwardii i rzeczką Bełczącą. Pijarzy przeznaczyli ten teren na letnią siedzibę uczelni. Z uwagi na malowniczość zabudowań i ogrodów wokół nich nazwano ją Joli Bord czyli Piękny Brzeg. W końcu XVIII wieku teren ten włączono do Warszawy. Od nazwy tej jurydyki pochodzi ulica Szymanowska w dzielnicy Śródmieście.
W 1807, po zajęciu budynku Collegium przez wojska francuskie, podjęto decyzję o przeniesieniu szkoły na Żoliborz na stałe. Obszar dawnej posiadłości pijarów w XIX wieku został pokryty przez umocnienia rosyjskiej Cytadeli.